# حبيل مخنا (القبيطة)

تعديل مصدري - تعديل

حبيل مخنا هي إحدى قرى عزلة كرش بمديرية القبيطة التابعة لمحافظة لحج، بلغ تعداد سكانها 38 نسمة حسب تعداد اليمن لعام 2004.